# Boicote aos Jogos Olímpicos de Inverno de 2022
O boicote diplomático aos Jogos Olímpicos de Inverno de 2022, que foram realizados de 4 a 20 de fevereiro na cidade de Pequim, China, foi uma retaliação liderada por países ocidentais contra a China. Os Estados Unidos foram o primeiro país a aderir ao boicote, sob a administração de Joe Biden em 6 de dezembro de 2021. Após a decisão do governo Biden de não enviar nenhum representante americano à cerimônia de abertura dos jogos, uma porção de países também decidiram boicotar o evento.

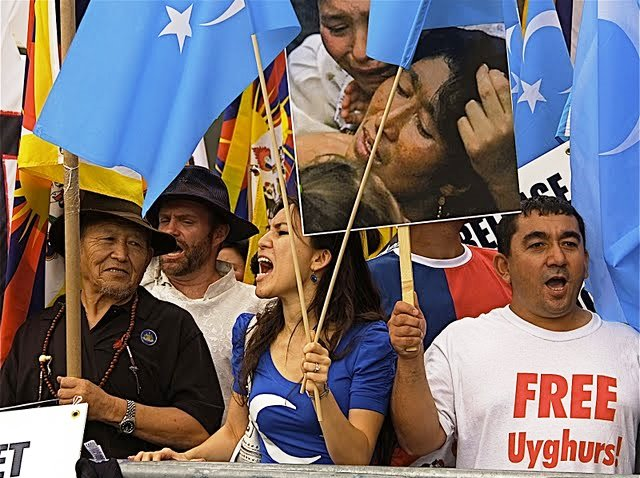
Uigures em uma manifestação na ONU, em Nova Iorque. A apreensão de Uigures em campos de internato na província de Xinjiang é o principal motivo do boicote liderado pelo ocidente.

Entre os principais motivos para o boicote está a crise da China com o ocidente relacionada à minoria muçulmana dos uigures, na província chinesa de Xinjiang, os quais são enviados a campos de internato, sendo tais atitudes consideradas uma violação aos direitos humanos e até mesmo de genocídio por parte de alguns países.

## Países que aderiram ao boicote
| País           | Líder             | Notas |
| -------------- | ----------------- | --- |
| Austrália      | Scott Morrison    | Em 8 de dezembro de 2021, a Austrália decidiu aderir ao boicote diplomático liderado pelo seu aliado, os Estados Unidos, tornando-se o segundo país a particular da oposição ao evento sediado na China. |
| Bélgica        | Alexander De Croo | Em 18 de dezembro, a Bélgica aderiu ao boicote diplomático à China, justificando ser uma oposição ao país devido as supostas violações de direitos humanos. |
| Canadá         | Justin Trudeau    | Em 8 de dezembro de 2021, o Canadá anunciou que boicotaria o evento esportivo. |
| Dinamarca      | Mette Frederiksen | Em 14 de janeiro de 2022 o ministro das relações exteriores dinamarquês, Jeppe Kofod, anunciou que o Reino da Dinamarca aderiu ao boicote devido as crescentes preocupações em relação aos direitos humanos na China. |
| Estados Unidos | Joe Biden         | Em 6 de dezembro de 2021, o secretário de imprensa, Jen Psaki, anunciou que seu país não enviaria nenhum representante oficial à China em ocasião dos jogos olímpicos. |
| Japão          | Fumio Kishida     | O país anunciou em 24 de dezembro de 2021 que não enviaria representantes governamentais para a nação vizinha e pediu que a China garanta o respeito à liberdade e aos direitos humanos. Apesar dessa decisão, o porta-voz do Japão destacou que a presidente do comitê organizador dos Jogos Olímpicos de Tóquio 2020, Seiko Hashimoto, e o presidente do Comitê Olímpico Japonês, Yasuhir Yamashita, viajarão a Pequim para os Jogos de Inverno. Hashimoto vai a capital chinesa "para expressar gratidão e respeitar os atletas e outras pessoas que apoiaram os Jogos de Tóquio" organizados em 2021. |
| Kosovo         | Albin Kurti       | O país anunciou que boicotaria os jogos olímpicos em apoio aos Estados Unidos. |
| Lituânia       | Gitanas Nausėda   | O país pediu em novembro de 2021 que os Estados Unidos e a União Europeia liderassem um boicote diplomático contra o governo chinês devido a embates políticos relacionados a ilha de Taiwan. O país, que é membro da UE, aderiu prontamente ao boicote americano. |
| Reino Unido    | Boris Johnson     | Em 8 de dezembro de 2021, o primeiro-ministro Boris Johnson disse que nenhum ministro ou representante de seu país compareceria ao evento. |

### Países que não enviaram representantes por outros motivos
| País          | Líder               | Notas |
| ------------- | ------------------- | --- |
| Nova Zelândia | Jacinda Ardern      | O país da Oceania justificou em dezembro de 2021 a ausência de representantes no evento devido à pandemia de Covid-19 e o rápido espalhamento da variante ômicron, porém o país ressaltou que em outras ocasiões já se posicionou contrário às supostas violações de direitos humanos na China. |
| Países Baixos | Mark Rutte          | Em 14 de janeiro de 2022 o reino europeu anunciou que não enviaria representantes à Pequim para os Jogos Olímpicos devido a onda de Covid-19. |
| Suécia        | Magdalena Andersson | O país nórdico garantiu que não enviaria nenhum representante diplomático à Pequim em ocasião dos jogos olímpicos. Porém, deixou claro que tal decisão não se trata de um "boicote", mas de prevenção contra a Covid-19.                                                                        |

## Países que se opuseram ao boicote
Abaixo, a reação negativa de alguns países em relação ao boicote diplomático aos Jogos Olímpicos de Inverno de 2022.
| País            | Líder             | Notas |
| --------------- | ----------------- | --- |
| Argentina       | Alberto Fernández | O presidente do país, Alberto Fernández, viajará à Pequim para participar do evento olímpico. |
| Coreia do Norte | Kim Jong-un       | Apesar de ter desistido de participar dos jogos olímpicos por motivos causados pela pandemia de COVID-19, o país manifestou apoio à China para a realização do evento.                                                                                                 |
| Coreia do Sul   | Moon Jae-in       | Ao contrário de seus aliados, Japão e EUA, o país sul-coreano anunciou que não aderirá ao boicote diplomático e enviará representantes à Pequim. Segundo a Coreia do Sul, a China é uma parceira estratégica para o processo de desnuclearização da península coreana. |
| Cuba            | Miguel Díaz-Canel | Apesar de Cuba não particular dos Jogos de Inverno, o Comitê Olímpico Cubano criticou o boicote liderado pelo vizinho, os Estados Unidos, e lamentou os países que aderiram.                                                                                           |
| França          | Emmanuel Macron   | O país europeu não aderiu ao boicote e vai enviar representes aos Jogos Olímpicos de Inverno. É prevista a presença do próprio presidente. |
| Itália          | Mario Draghi      | O Comitê Olímpico Nacional Italiano informou que seu país não irá aderir ao boicote diplomático. |
| Letônia         | Egils Levits      | O governo letão anunciou que apesar do presidente Levits não viajar à Pequim, isso não significa que o país báltico aderiu ao boicote diplomático e destacou que a embaixadora da Letônia na China representará a nação.                                               |
| Rússia          | Vladimir Putin    | O governo russo rechaçou o boicote e disse que é uma tentativa de atrapalhar o desenvolvimento da Rússia e China, além de criticar a mistura de política com esporte por parte dos países aderentes.                                                                   |
| Venezuela       | Nicolás Maduro    | O país sul-americano rechaçou a proposta de boicotar o evento esportivo e prestou apoio ao Governo Chinês, descrevendo o boicote como um "ato desesperado". |